# Joan (abat de Sant Quirze)
Joan fou abat del monestir Sant Quirze de Colera el 1429. L'única notícia que es té d'aquest abat és que apareix en els diferents abaciologis que la crítica històrica ha fet en el decurs del temps.